# (6732) 1992 CG1
A (6732) 1992 CG1 a Naprendszer kisbolygóövében található aszteroida. Ueda Szeidzsi és Kaneda Hirosi fedezte fel 1992. február 8-án.